# Mansión Carey
La mansión Carey es un palacio ubicado en Rhode Island, Estados Unidos.

## Historia
En 1907 Edson Bradley construyó una mansión de estilo francés-gótico en el lado sur de Dupont Circle en Washington D. C. Cubría más de media manzana de la ciudad e incluía una capilla gótica con capacidad para 150 personas, un gran salón de baile, una galería de arte y un teatro de 500 asientos (de 27x36 metros y varios pisos de altura, terminado en 1911), conocido como el palacio de Aladino.
En 1923, Bradley comenzó a desmantelar su mansión de Washington D. C., y a trasladarla a una propiedad en Newport, en las avenidas Ruggles y Wetmore. Sea View, la mansión de estilo neoisabelino de 1885 que ya se encontraba en el terreno, se incorporó al diseño y dio nombre al nuevo castillo.